# Feliksowo (województwo wielkopolskie)
Feliksowo – wieś w Polsce położona w województwie wielkopolskim, w powiecie śremskim, w gminie Książ Wielkopolski.
W latach 1975–1998 miejscowość administracyjnie należała do województwa poznańskiego.
Wieś położona 5 km na południowy zachód od Książa Wielkopolskiego przy drodze lokalnej do Włościejewek.